# Бономини (Виченца)
Бономини је насеље у Италији у округу Виченца, региону Венето.
Према процени из 2011. у насељу је живело 350 становника. Насеље се налази на надморској висини од 365 м.